# 한국학술정보
한국학술정보(KSI)는 학술적인 책을 출판하고, 학술 데이터베이스 KISS(Koreanstudies Information Service System)를 운영하는 대한민국의 기업이다. 1959년생 숭문고등학교 고졸 학력의 채종준(蔡鐘俊)이 1992년 창립하였다.

## 같이 보기
- 누리미디어(DBpia)
- 학지사(교보문고 스콜라)

1. ↑  월간조선 2021년 11월호 한국 최고의 ‘데이터베이스 富者’ 채종준 KSI 대표 상상과 충동, 막무가내식 도전이 이룬 高卒의 성공 神話